# 衡南站
衡南站位于湖南省衡阳市衡南县花桥镇，是吉衡铁路的一座火车站，具备客运能力；2013年12月28日随着吉衡铁路启用，但没有开启客运业务。

## 简介
车站建筑面积1997.37㎡，站台雨棚覆盖面积3000㎡；建设时称为花桥镇站，启用后改名为衡南站。